# Stibadium raglena
Stibadium raglena är en fjärilsart som beskrevs av Dyar 1912. Stibadium raglena ingår i släktet Stibadium och familjen nattflyn. Inga underarter finns listade i Catalogue of Life.